# Elecciones provinciales de Alberta de 2023
Las elecciones provinciales de Alberta de 2023 tuvieron lugar el 29 de mayo de dicho año. En ella se eligieron los miembros de la Asamblea Legislativa de Alberta.
El Partido Conservador Unido, aunque obtuvo la mayoría absoluta, perdió 14 escaños respecto a las elecciones de 2019.

## Resultados
| Partido/Alianza           | Partido/Alianza                        | Votos     | %     | Escaños     | +/-         |
| ------------------------- | -------------------------------------- | --------- | ----- | ----------- | ----------- |
|                           | Partido Conservador Unido              | 928,896   | 52.63 | 49/87       | 14          |
|                           | Nuevo Partido Democrático              | 777,397   | 44.05 | 38/87       | 14          |
|                           | Partido Verde                          | 13,458    | 0.76  |             | Sin cambios |
|                           | Partido de Alberta                     | 12,576    | 0.71  | Sin cambios |             |
|                           | Independientes                         | 12,163    | 0.69  | Sin cambios |             |
|                           | Partido de la Independencia de Alberta | 5,045     | 0.29  | Sin cambios |             |
|                           | Movimiento de Solidaridad              | 4,664     | 0.26  | Nuevo       |             |
|                           | Partido Liberal                        | 4,259     | 0.24  | Sin cambios |             |
|                           | Coalición Wildrose Loyalty             | 4,220     | 0.24  | Nuevo       |             |
|                           | Partido de la Independencia Wildrose   | 820       | 0.05  | Nuevo       |             |
|                           | Partido de la Ventaja                  | 701       | 0.04  | Sin cambios |             |
|                           | Partido Comunista                      | 379       | 0.02  | Sin cambios |             |
|                           | Partido Reformista                     | 132       | 0.01  | Sin cambios |             |
|                           | Partido del Búfalo                     | 106       | 0.01  | Nuevo       |             |
|                           | Asociación Política Provida de Alberta | 90        | 0.01  | Sin cambios |             |
|                           |                                        |           |       |             |             |
| Votos positivos           | Votos positivos                        | 1,764,906 | 99.30 | 87          | Sin cambios |
| Votos en blanco           | Votos en blanco                        | 12,415    | 0.70  |             |             |
| Votos nulos               |                                        | 12,415    | 0.70  |             |             |
| Participación             | Participación                          | 1,777,321 | 59.50 |             |             |
| Electores registrados     | Electores registrados                  | 2,987,208 |       |             |             |
|                           |                                        |           |       |             |             |
| Fuente: Elections Alberta |                                        |           |       |             |             |